# Anthothoe albens
Anthothoe albens är en havsanemonart som först beskrevs av Ronald Lewis Stuckey 1909.  Anthothoe albens ingår i släktet Anthothoe och familjen Sagartiidae. Inga underarter finns listade i Catalogue of Life.